# Nelaug Station
Nelaug Station (Nelaug stasjon) er en jernbanestation, der ligger ved indsøen Nelaug i Åmli kommune i Aust-Agder fylke i Norge. Stationen er et knudepunkt mellem Arendalsbanen til Arendal og Sørlandsbanen mod øst til Oslo S og mod vest til Kristiansand og videre til Stavanger.
Stationen blev oprindeligt åbnet i 1910, da den dengang smalsporede Treungenbanen blev forlænget fra Froland til Åmli. I 1935 blev Sørlandsbanen forlænget fra Kragerø til Nelaug. I den forbindelse blev stationen flyttet en kilometer sydpå. Samtidig blev den nedre del af Treungenbanen ombygget til normalspor, så Sørlandsbanens tog kunne fortsætte ad denne til Arendal, der derved blev midlertidig endestation fra 1935 til 1938. I 1938 åbnedes Sørlandsbanen fra Nelaug til Kristiansand. De to dele af Treungenbanen blev efterfølgende til to separate sidebaner. Den nordlige del blev nedlagt i 1967, mens den sydlige del, Arendalsbanen, stadig er i drift.
I mange år var der ingen veje til Nelaug, hvilket gjorde stedet helt afhængig af den togdrift, som det var bygget op omkring. I dag er Fylkesvei 412 med til at give forbindelse til omverdenen, og antallet af jernbaneansatte er blevet reduceret til et minimum. Lokalsamfundet tæller dog stadig ca. 150 indbyggere, der desuden har egen dagligvarebutik.